# Кучевишка бара
Кучевишка бара је градско насеље Скопља, Северна Македонија. Територијално припада скопској градској општини Бутел, али се административно води као део суседног села Кучевиште у општини Чучер-Сандево, због чега се становништво Кучевишке баре броји као део становништва села Кучевиште од почетка 21. века.
На попису из 2021. године Кучевиште је имало 4.119 становника, док је на попису из 1994. године имало 1.869 становника.